# Gasteracantha fasciata
Gasteracantha fasciata là một loài nhện trong họ Araneidae.
Loài này thuộc chi Gasteracantha. Gasteracantha fasciata được Félix Édouard Guérin-Méneville miêu tả năm 1838.